# Distrito electoral de Fairfield (condado de Hayes, Nebraska)
Fairfield (en inglés: Fairfield Precinct) es un distrito electoral ubicado en el condado de Hayes en el estado estadounidense de Nebraska. En el Censo de 2010 tenía una población de 34 habitantes y una densidad poblacional de 0,31 personas por km².

## Geografía
Fairfield se encuentra ubicado en las coordenadas 40°39′28″N 101°4′31″O / 40.65778, -101.07528. Según la Oficina del Censo de los Estados Unidos, Fairfield tiene una superficie total de 110.46 km², que corresponden a tierra firme.

## Demografía
Según el censo de 2010, había 34 personas residiendo en Fairfield. La densidad de población era de 0,31 hab./km². De los 34 habitantes, Fairfield estaba compuesto por el 97.06% blancos y el 2.94% eran amerindios.